# حبيب آل إبراهيم

الشيخ حبيب آل إبراهيم (1886 - 1965)، رجل دين شيعي من جبل عامل، استقر في بلاد بعلبك، له العديد من المؤلفات، وكان رائدا في العمل الاجتماعي والتبليغي.

## ولادته ونشأته
ولد في العام 1886 م، في بلدة حناويه المحاذية لمدينة صور على ساحل جبل عامل، لقّب بالمهاجر العاملي ، وهو مصلح، مجدد وعالم دين شيعي هاجر إلى النجف للدراسة ومنها إلى العمارة في العراق وبعدها إلى بعلبك حيث ترك أثرا كبيرا فيها على المستوى الاجتماعي، كما في غيرها من الأماكن التي هاجر إليها مثل العراق وسوريا وجبال العلويين.

## مؤلفاته
له العديد من الكتب التي غلب عليها الطابع الجدالي للمستشرقين والمسيحيين وباقي الفرق الإسلامية ومنها:
- «وقل جاء الحق»
- «منهج الجق»
- «الإسلام في معارفه وفنونه»
- «المحاضرات العمارية»
- «ذكرى الحسين»
- «فصول الكلام في مختصر تاريخ الإسلام»
- «محمّد الشفيع»
- «الجواب النفيس على مسائل باريس»
- «الانتصار»
- «اليتيمة»
- «المطالب المهمة»
- «سبيل المؤمنين»
- ديوان شعري بعنوان: «المولد والغدير»

## عمله الاجتماعي
أرسله المرجع الشيعي أبو الحسن الأصفهاني إلى العمارة سنة 1927 لمراقبة أعمال الإرساليات المسيحية لدى السكان فيها، حيث كانت ناشطة ى نذاك في تلك المنطقة فأسس مطبعة ومجلة سماهما الهدى تعتبر الأكثر حيوية وإنتاجاً فيما يخص أدبيات الدفاع عن الإسلام. 

استقر في بعلبك في ربيع العام 1932 وعمل على إرشاد الناس. 

وفي عام 1949 بدأ في زيارة القرى العلوية في محافظة اللاذقية وجبل العلويين، للوعظ والإرشاد، وعمل على تأسيس جمعية لتنظيم العمل الديني والاجتماعي أسماها «الجمعية الخيرية الإسلامية الجعفرية» في اللاذقية في نيسان 1951 م.

عمل مع الدولة السورية آنذاك لاستصدار مرسوم يعلن أن العلويين هم مسلمون جعفريون.

و من ثم اختار تسعة من أبناء الطائفة العلوية للسفر إلى «النجف» ودراسة الفقه والعلوم الحوزوية الدينية ليكونوا فيما بعد مبلّغين ومرشدين.

## وفاته
توفي في 12 شباط عام 1965م على أثر نوبة قلبية مفاجئة فنقل جثمانه إلى النجف بوصية منه، ودفن في الغرفة السادسة في صحن مرقد الإمام علي بن أبي طالب(ع).

## ما كتب عنه
بعد وفاته صدر كتاب بعنوان (المهاجر العاملي الشيخ حبيب آل إبراهيم – سيرته، أعماله، مؤلفاته، شعره - سيرة الشيخ حبيب آل إبراهيم لجعفر المهاجر العاملي) والكتاب لحفيده الشيخ جعفر المهاجر.

## وصلات خارجية
- كتاب المهاجر العاملي الشيخ حبيب آل إبرهيم - جعفر المهاجر
- ترجمة الشيخ حبيب في معجم البابطين
- المهاجر العاملي إلى بعلبك الشيخ حبيب آل إبراهيم - موقع مسار نيوز
- سيف من سيوف الإسلام الشيخ حبيب آل إبراهيم- موقع السرائر